# Anton Säwström
Anton Samuel Säwström är född 31 juli 1981 i Östersund. Han var forward i Jämtland Basket. 
Säwström började spela i Jämtland baskets herrlag som 19-åring. Efter en säsong lämnade han Östersund för att studera och spela i USA på Webber International University utanför Orlando, Florida. Efter 3,5 säsonger i USA råkade Säwström ut för en bilolycka. Han reste då tillbaka till Sverige och spelade under en säsong i division 3 A Stockholm innan han kom tillbaka för spel i den svenska basketligan igen med Jämtland basket 2006.

## Klubbar
- Jämtland Basket
- Webber International University
- Stockholmspolisen